# Carrie (2013)
Carrie (bra: Carrie - A Estranha; prt: Carrie) é um filme de terror, suspense e drama norte-americano lançado em 2013. Trata-se de uma nova versão de Carrie, famosa obra escrita por Stephen King em 1974. É a terceira adaptação cinematográfica do romance, anteriormente retratada em 1976 pelo diretor Brian De Palma e outra em 2002, como um telefilme. O filme conta com Chloë Grace Moretz como Carrie White, e Julianne Moore como sua mãe, Margaret White. O filme estreou em 18 de outubro de 2013 nos Estados Unidos, 31 de outubro em Portugal e em 6 de dezembro no Brasil.

## Sinopse
Carrie White (Chloë Grace Moretz  ) é uma adolescente excluída, tímida, problemática e atormentada pelos colegas da escola que nunca compreenderam seu estranho comportamento e sua aparência. Além de super desprotegida e sofrer maus tratos em sua casa por sua mãe, Margaret White (Julianne Moore) que é profundamente religiosa, e que à impede de levar uma vida normal como as garotas de sua idade. Mas Carrie guarda um grande segredo, quando ela está por perto, objetos voam, portas são trancadas do nada, velas se apagam e voltam a iluminar, misteriosamente. Durante o baile de formatura todos irão temer o seu poder após uma brincadeira de mau gosto e acabam vendo seu lado demoníaco.

## Elenco
- Chloë Grace Moretz como Carrie White[3]
- Julianne Moore como Margaret White
- Gabriella Wilde como Sue Snell
- Judy Greer como Rita Desjardin/Miss Desjardin
- Ansel Elgort como Tommy Ross
- Portia Doubleday como Chris Hargensen
- Alex Russell como Billy Nolan
- Zöe Belkin como Tina Blake
- Karissa Strain como Nicki Watson
- Katie Strain como Lizzy Watson
- Samantha Weinstein como Heather Shyres
- Yuri Lee Gandra como Damien Ross
- Max Topplin como Jackie Talbot
- Cynthia Preston como Eleanor Snell
- Skyler Wexler como Carrie White (Criança)
- Michelle Nolden como Estelle Parsons
- Mouna Traoré como Erika Langton
- Connor Price como Freddy Holt

## Produção
Em maio de 2011, foi anunciado oficialmente que Carrie seria recém-adaptado em filme. Equipe Screen Gems para Carrie, MGM e Screen Gems contratou. Spiderman: Turn Off do dramaturgo Dark Roberto Aguirre-Sacasa para escrever o roteiro para o novo filme com uma adaptação mais fiel do romance de King. Aguirre-Sacasa previamente adaptado épico de King. O Confronto em forma de histórias em quadrinhos em 2008.
Ao ouvir sobre ele, King declarou: "A verdadeira questão é por isso que, quando o original era tão bom?" Ele também sugeriu Lindsay Lohan para o papel principal, dizendo que "certamente seria divertido para lançar". Atriz Sissy Spacek também expressou sua opinião sobre Lohan como Carrie White, afirmando que ela "era como, 'Oh meu Deus, ela é realmente uma menina bonita' e então eu estava muito lisonjeado que eles estavam lançando alguém para olhar como eu em vez de Carrie verdadeiro descrito no livro. Vai ser realmente interessante. " Em março de 2012, o papel de Carrie foi oferecido a Chloë Grace Moretz. Formalmente MGM oferece Remake principal de Stephen King, "Carrie" Para Chloë Grace Moretz.
Ao lado Moretz, Julianne Moore vai estrelar como a mãe de Carrie, Margaret White e Gabriella Wilde como Sue Snell. Julianne Moore e Gabriella Wilde Conselho Remake de Carrie, Alex Russell e Ansel Elgort também estão no elenco principal.

## Lançamento
A data de lançamento inicial era de 15 de março de 2013, mas no início de janeiro de 2013, a data de lançamento foi transferida para 18 de outubro de 2013. A Sony realizou um evento de "Primeiras Impressões" na Comic Con de Nova Iorque em 13 de outubro de 2013 que permitiu que os participantes vissem o filme antes da data de lançamento. O evento foi seguido por uma sessão de painel com vários membros do elenco e da equipe. Trailers do filme incluem uma número de telefone que oferece promoções para o visitante, bem como uma gravação de um encontro simulado com personagens do filme.

### Home video
O filme foi lançado em DVD e Blu-ray em 14 de janeiro de 2014. O Blu-ray apresenta um final alternativo e cenas deletadas.

## Crítica
Carrie tem recepção média ou mista pela crítica profissional. Com a pontuação de 49% em base de 151 avaliações, o Rotten Tomatoes chegou ao consenso: "Possui um elenco talentoso, mas a "releitura" de Kimberly Peirce de horror clássico de Brian De Palma encontra-se pouco novo no romance de Stephen King - e sente-se terrivelmente desnecessário".